# 9e étape du Tour de France 2002
Pour un article plus général, voir Tour de France 2002.
La 9e étape du Tour de France 2002 a eu lieu le 15 juillet 2002 entre Lanester et Lorient sous la forme d'un contre-la-montre individuel et sur une distance de 52 km. Elle a été remportée à plus de 50km/h de moyenne par le Colombien Santiago Botero (Kelme-Costa Blanca). Il devance de onze secondes l'Américain Lance Armstrong (U.S. Postal Service) et l'Ukrainien Serhiy Honchar (Fassa Bortolo) de dix-huit secondes. l'Espagnol Igor González de Galdeano (ONCE-Eroski), quatrième de l'étape, conserve le maillot jaune.

## Classement de l'étape
| \| Classement de l'étape \| Classement de l'étape \| Classement de l'étape \| Classement de l'étape \| Classement de l'étape \| \| Coureur \| Coureur \| Pays \| Équipe \| Temps \| \| --------------------- \| ------------------------- \| --------------------- \| ------------------------------- \| --------------------- \| \| 1er \| Santiago Botero \| Colombie \| Kelme-Costa Blanca \| 1 h 02 min 19 s \| \| 2e \| Lance Armstrong \| États-Unis \| US Postal Service \| DQ \| \| 3e \| Serhiy Honchar \| Ukraine \| Fassa Bortolo \| + 18 s \| \| 4e \| Igor González de Galdeano \| Espagne \| ONCE-Eroski \| + 19 s \| \| 5e \| László Bodrogi \| Hongrie \| Mapei-Quick Step \| + 25 s \| \| 6e \| Raimondas Rumšas \| Lituanie \| Lampre-Daikin \| + 25 s \| \| 7e \| David Millar \| Royaume-Uni \| Cofidis-Le Crédit par Téléphone \| + 50 s \| \| 8e \| Dario Frigo \| Italie \| Tacconi Sport \| + 1 min 34 s \| \| 9e \| Andrea Peron \| Italie \| CSC-Tiscali \| + 1 min 34 s \| \| 10e \| Joseba Beloki \| Espagne \| ONCE-Eroski \| + 1 min 38 s \| |                           |             |                                 |                 |
| |                           |             |                                 |                 |
| |                           |             |                                 |                 |
| Classement de l'étape |                           |             |                                 |                 |
| Coureur | Coureur                   | Pays        | Équipe                          | Temps           |
| 1er | Santiago Botero           | Colombie    | Kelme-Costa Blanca              | 1 h 02 min 19 s |
| 2e | Lance Armstrong           | États-Unis  | US Postal Service               | DQ              |
| 3e | Serhiy Honchar            | Ukraine     | Fassa Bortolo                   | + 18 s          |
| 4e | Igor González de Galdeano | Espagne     | ONCE-Eroski                     | + 19 s          |
| 5e | László Bodrogi            | Hongrie     | Mapei-Quick Step                | + 25 s          |
| 6e | Raimondas Rumšas          | Lituanie    | Lampre-Daikin                   | + 25 s          |
| 7e | David Millar              | Royaume-Uni | Cofidis-Le Crédit par Téléphone | + 50 s          |
| 8e | Dario Frigo               | Italie      | Tacconi Sport                   | + 1 min 34 s    |
| 9e | Andrea Peron              | Italie      | CSC-Tiscali                     | + 1 min 34 s    |
| 10e | Joseba Beloki             | Espagne     | ONCE-Eroski                     | + 1 min 38 s    |

## Classement général
Beaucoup de changement au niveau du classement général à l'issue de l'étape du jour. Grâce à sa quatrième place, l'Espagnol Igor González de Galdeano (ONCE-Eroski) le maillot jaune. Il devance maintenant Lance Armstrong (U.S. Postal Service) de 26 secondes et Joseba Beloki de près d'une minute trente. L'Ukrainien Serhiy Honchar (Fassa Bortolo) est troisième du classement.
| \| Classement général \| Classement général \| Classement général \| Classement général \| Classement général \| \| Coureur \| Coureur \| Pays \| Équipe \| Temps \| \| ------------------ \| ------------------------- \| ------------------ \| ------------------------------- \| ------------------ \| \| 1er \| Igor González de Galdeano \| Espagne \| ONCE-Eroski \| 33 h 32 min 23 s \| \| 2e \| Lance Armstrong \| États-Unis \| US Postal Service \| DQ \| \| 3e \| Joseba Beloki \| Espagne \| ONCE-Eroski \| + 1 min 23 s \| \| 4e \| Serhiy Honchar \| Ukraine \| Fassa Bortolo \| + 1 min 35 s \| \| 5e \| Santiago Botero \| Colombie \| Kelme-Costa Blanca \| + 1 min 55 s \| \| 6e \| Andrea Peron \| Italie \| CSC-Tiscali \| + 2 min 08 s \| \| 7e \| David Millar \| Royaume-Uni \| Cofidis-Le Crédit par Téléphone \| + 2 min 11 s \| \| 8e \| Raimondas Rumšas \| Lituanie \| Lampre-Daikin \| + 2 min 22 s \| \| 9e \| Tyler Hamilton \| États-Unis \| CSC-Tiscali \| + 2 min 30 s \| \| 10e \| José Azevedo \| Portugal \| ONCE-Eroski \| + 2 min 45 s \| |                           |             |                                 |                  |
| |                           |             |                                 |                  |
| |                           |             |                                 |                  |
| Classement général |                           |             |                                 |                  |
| Coureur | Coureur                   | Pays        | Équipe                          | Temps            |
| 1er | Igor González de Galdeano | Espagne     | ONCE-Eroski                     | 33 h 32 min 23 s |
| 2e | Lance Armstrong           | États-Unis  | US Postal Service               | DQ               |
| 3e | Joseba Beloki             | Espagne     | ONCE-Eroski                     | + 1 min 23 s     |
| 4e | Serhiy Honchar            | Ukraine     | Fassa Bortolo                   | + 1 min 35 s     |
| 5e | Santiago Botero           | Colombie    | Kelme-Costa Blanca              | + 1 min 55 s     |
| 6e | Andrea Peron              | Italie      | CSC-Tiscali                     | + 2 min 08 s     |
| 7e | David Millar              | Royaume-Uni | Cofidis-Le Crédit par Téléphone | + 2 min 11 s     |
| 8e | Raimondas Rumšas          | Lituanie    | Lampre-Daikin                   | + 2 min 22 s     |
| 9e | Tyler Hamilton            | États-Unis  | CSC-Tiscali                     | + 2 min 30 s     |
| 10e | José Azevedo              | Portugal    | ONCE-Eroski                     | + 2 min 45 s     |

## Classements annexes
| Classement par points | Classement par points | Classement par points | Classement par points | Classement par points |
| Coureur               | Coureur               | Pays                  | Équipe                | Points                |
| --------------------- | --------------------- | --------------------- | --------------------- | --------------------- |
| 1er                   | Erik Zabel            | Allemagne             | Telekom               | 193 pts               |
| 2e                    | Robbie McEwen         | Australie             | Lotto-Adecco          | 191 pts               |
| 3e                    | Baden Cooke           | Australie             | Fdjeux.com            | 134 pts               |
| 4e                    | Stuart O'Grady        | Australie             | Crédit Agricole       | 119 pts               |
| 5e                    | Jaan Kirsipuu         | Estonie               | AG2R Prévoyance       | 110 pts               |

| Classement par points | Classement par points | Classement par points | Classement par points | Classement par points |
| Coureur               | Coureur               | Pays                  | Équipe                | Points                |
| --------------------- | --------------------- | --------------------- | --------------------- | --------------------- |
| 1er                   | Erik Zabel            | Allemagne             | Telekom               | 193 pts               |
| 2e                    | Robbie McEwen         | Australie             | Lotto-Adecco          | 191 pts               |
| 3e                    | Baden Cooke           | Australie             | Fdjeux.com            | 134 pts               |
| 4e                    | Stuart O'Grady        | Australie             | Crédit Agricole       | 119 pts               |
| 5e                    | Jaan Kirsipuu         | Estonie               | AG2R Prévoyance       | 110 pts               |

| Classement de la montagne | Classement de la montagne | Classement de la montagne | Classement de la montagne | Classement de la montagne |
| Coureur                   | Coureur                   | Pays                      | Équipe                    | Points                    |
| ------------------------- | ------------------------- | ------------------------- | ------------------------- | ------------------------- |
| 1er                       | Christophe Mengin         | France                    | Fdjeux.com                | 42 pts                    |
| 2e                        | Stéphane Bergès           | France                    | AG2R Prévoyance           | 26 pts                    |
| 3e                        | Ludo Dierckxsens          | Belgique                  | Lampre-Daikin             | 15 pts                    |
| 4e                        | Franck Renier             | France                    | Bonjour                   | 13 pts                    |
| 5e                        | Patrice Halgand           | France                    | Jean Delatour             | 12 pts                    |

| Classement de la montagne | Classement de la montagne | Classement de la montagne | Classement de la montagne | Classement de la montagne |
| Coureur                   | Coureur                   | Pays                      | Équipe                    | Points                    |
| ------------------------- | ------------------------- | ------------------------- | ------------------------- | ------------------------- |
| 1er                       | Christophe Mengin         | France                    | Fdjeux.com                | 42 pts                    |
| 2e                        | Stéphane Bergès           | France                    | AG2R Prévoyance           | 26 pts                    |
| 3e                        | Ludo Dierckxsens          | Belgique                  | Lampre-Daikin             | 15 pts                    |
| 4e                        | Franck Renier             | France                    | Bonjour                   | 13 pts                    |
| 5e                        | Patrice Halgand           | France                    | Jean Delatour             | 12 pts                    |

| Classement du meilleur jeune | Classement du meilleur jeune | Classement du meilleur jeune | Classement du meilleur jeune    | Classement du meilleur jeune |
| Coureur                      | Coureur                      | Pays                         | Équipe                          | Temps                        |
| ---------------------------- | ---------------------------- | ---------------------------- | ------------------------------- | ---------------------------- |
| 1er                          | David Millar                 | Royaume-Uni                  | Cofidis-Le Crédit par Téléphone | 33 h 23 min 34 s             |
| 2e                           | Isidro Nozal                 | Espagne                      | ONCE-Eroski                     | + 1 min 26 s                 |
| 3e                           | Ivan Basso                   | Italie                       | Fassa Bortolo                   | + 1 min 54 s                 |
| 4e                           | Denis Menchov                | Russie                       | iBanesto.com                    | + 3 min 13 s                 |
| 5e                           | Sandy Casar                  | France                       | Fdjeux.com                      | + 4 min 41 s                 |

| Classement du meilleur jeune | Classement du meilleur jeune | Classement du meilleur jeune | Classement du meilleur jeune    | Classement du meilleur jeune |
| Coureur                      | Coureur                      | Pays                         | Équipe                          | Temps                        |
| ---------------------------- | ---------------------------- | ---------------------------- | ------------------------------- | ---------------------------- |
| 1er                          | David Millar                 | Royaume-Uni                  | Cofidis-Le Crédit par Téléphone | 33 h 23 min 34 s             |
| 2e                           | Isidro Nozal                 | Espagne                      | ONCE-Eroski                     | + 1 min 26 s                 |
| 3e                           | Ivan Basso                   | Italie                       | Fassa Bortolo                   | + 1 min 54 s                 |
| 4e                           | Denis Menchov                | Russie                       | iBanesto.com                    | + 3 min 13 s                 |
| 5e                           | Sandy Casar                  | France                       | Fdjeux.com                      | + 4 min 41 s                 |

| Classement par équipes | Classement par équipes | Classement par équipes | Classement par équipes |
| Équipe                 | Équipe                 | Pays                   | Temps                  |
| ---------------------- | ---------------------- | ---------------------- | ---------------------- |
| 1re                    | ONCE-Eroski            | Espagne                | 100 h 08 min 01 s      |
| 2e                     | US Postal Service      | États-Unis             | + 2 min 11 s           |
| 3e                     | CSC-Tiscali            | Danemark               | + 4 min 06 s           |
| 4e                     | Rabobank               | Pays-Bas               | + 5 min 50 s           |
| 5e                     | Lampre-Daikin          | Italie                 | + 7 min 25 s           |

| Classement par équipes | Classement par équipes | Classement par équipes | Classement par équipes |
| Équipe                 | Équipe                 | Pays                   | Temps                  |
| ---------------------- | ---------------------- | ---------------------- | ---------------------- |
| 1re                    | ONCE-Eroski            | Espagne                | 100 h 08 min 01 s      |
| 2e                     | US Postal Service      | États-Unis             | + 2 min 11 s           |
| 3e                     | CSC-Tiscali            | Danemark               | + 4 min 06 s           |
| 4e                     | Rabobank               | Pays-Bas               | + 5 min 50 s           |
| 5e                     | Lampre-Daikin          | Italie                 | + 7 min 25 s           |